# Laura Kalmari
Laura Elina Österberg Kalmari (geboren Kalmari, Kirkkonummi, 27 mei 1979) is een voormalig Fins voetbalspeelster die speelde als aanvalster.

## Carrière

### Clubs
Kalmari speelde van 1984 tot 1995 bij de jeugd van Kyrkslätt Idrottsförening, een team uit haar geboortedorp. Van 1995 tot 1999 speelde ze bij de Finse clubs Puistolan Urheilijat, Malmin Palloseura and HJK Helsinki vooraleer ze in 2000 naar de Verenigde Staten ging om aan de universiteit van Portland te spelen bij de Portland Pilots. Ze keerde terug naar HJK waarmee ze in de UEFA Women's Cup 2001/02 de halve finales bereikte. Daarna speelde ze opnieuw in de Verenigde Staten bij de Boston Renegades in de W-League.
In 2002 verhuisde ze naar de Zweedse Damallsvenskan waar ze ging spelen bij Umeå IK. Met deze ploeg won ze twee maal op rij de UEFA Women’s Cup (2003 en 2004). Van 2005 tot 2006 speelde Kalmari bij het Zweedse Djurgården/Älvsjö alvorens in 2007 te transfereren naar AIK Fotboll.
In de seizoenen 2010 en 2011 scoorde ze 7 goals in 33 wedstrijden van Sky Blue FC in de Women's Professional Soccer. Nadat het einde van de league aangekondigd werd in de Verenigde Staten, gaf Kalmari aan te stoppen in april 2012.

### Nationaal elftal
Kalmari speelde van 1996 tot 2011 voor het Fins vrouwenelftal. Zij is met 130 interlands en 41 goals recordhoudster bij het Fins vrouwenelftal zowel met de meeste caps als de meeste goals.
In 2005 bereikte ze met het Fins team de halve finales op het Europees kampioenschap voetbal vrouwen. Na een break van het internationale voetbal door de geboorte van haar dochter in maart 2008, werd Kalmari in 2009 terug opgeroepen voor het nationale team. Ze bereikte de kwartfinales op het Europees kampioenschap voetbal vrouwen 2009.

## Erelijst
Kalmari is recordhouder met vijf maal de verkiezing van Fins voetbalster van het jaar.
- 1999, 2003, 2006, 2009, 2010: Fins voetbalster van het jaar
- 2003: Winnaar UEFA Women's Cup 2002/03
- 2004: Winnaar UEFA Women's Cup 2003/04
- 2004: Topscorer Damallsvenskan